# Copa de China 2010

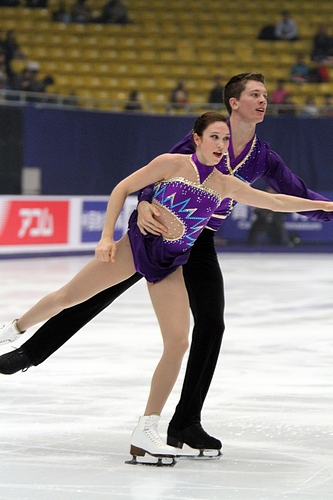
Kaleigh Hole / Adam Johnson en la Copa de China 2010

La Copa de China de 2010 fue una competición internacional de
patinaje artístico sobre hielo, la tercera del Grand Prix de patinaje artístico sobre hielo de la temporada 2010-2011. Organizada
por la federación china de patinaje, tuvo lugar en Shanghái, entre
el 4 y el 7 de noviembre de 2010. Hubo competiciones en las
modalidades de patinaje individual masculino, femenino, patinaje en
parejas y danza sobre hielo y sirvió como clasificatorio para la
Final del Grand Prix de 2010.

## Resultados

### Patinaje individual masculino
| Clasificación | Nombre          | País            | Total  | Programa corto | Programa corto | Programa libre | Programa libre |
| ------------- | --------------- | --------------- | ------ | -------------- | -------------- | -------------- | -------------- |
| 1             | Takahiko Kozuka | Japón           | 233,51 | 1              | 77,40          | 1              | 156,11         |
| 2             | Brandon Mroz    | Estados Unidos  | 216,80 | 4              | 69,84          | 2              | 146,96         |
| 3             | Tomáš Verner    | República Checa | 214,81 | 3              | 70,31          | 3              | 144,50         |
| 4             | Brian Joubert   | Francia         | 210,29 | 2              | 74,80          | 5              | 135,49         |
| 5             | Tatsuki Machida | Japón           | 200,95 | 7              | 66,78          | 6              | 134,17         |
| 6             | Samuel Contesti | Italia          | 198,84 | 9              | 60,60          | 4              | 138,24         |
| 7             | Ross Miner      | Estados Unidos  | 197,13 | 6              | 67,10          | 8              | 130,03         |
| 8             | Guan Jinlin     | China           | 196,92 | 8              | 64,95          | 7              | 131,97         |
| 9             | Peter Liebers   | Alemania        | 175,94 | 10             | 59,78          | 9              | 116,16         |
| 10            | Wu Jialiang     | China           | 172,56 | 11             | 57,76          | 10             | 114,80         |
| 11            | Chen Peitong    | China           | 150,69 | 12             | 54,85          | 11             | 95,84          |
| Retirado      | Serguéi Voronov | Rusia           | 68,70  | 5              | 68,70          |                |                |

### Patinaje individual femenino
| Clasificación | Nombre             | País           | Total  | Programa corto | Programa corto | Programa libre | Programa libre |
| ------------- | ------------------ | -------------- | ------ | -------------- | -------------- | -------------- | -------------- |
| 1             | Miki Ando          | Japón          | 172,21 | 3              | 56,11          | 1              | 116,10         |
| 2             | Akiko Suzuki       | Japón          | 162,86 | 2              | 57,97          | 2              | 104,89         |
| 3             | Aliona Leonova     | Rusia          | 148,61 | 5              | 50,79          | 3              | 97,82          |
| 4             | Mirai Nagasu       | Estados Unidos | 146,23 | 1              | 58,76          | 5              | 87,47          |
| 5             | Geng Bingwa        | China          | 142,48 | 4              | 51,09          | 4              | 91,39          |
| 6             | Amanda Dobbs       | Estados Unidos | 132,45 | 7              | 46,73          | 6              | 85,72          |
| 7             | Joshi Helgesson    | Suecia         | 131,40 | 6              | 48,83          | 7              | 82,57          |
| 8             | Kristine Musademba | Estados Unidos | 119,45 | 8              | 40,80          | 8              | 78,65          |
| 9             | Kwak Min-jeong     | Corea del Sur  | 113,98 | 9              | 38,83          | 9              | 75,15          |
| 10            | Diane Szmiett      | Canadá         | 95,43  | 10             | 38,17          | 10             | 57,26          |
| Retirada      | Zhu Qiuying        | China          | 35,61  | 11             | 35,61          |                |                |

### Patinaje en parejas
| Clasificación | Nombre                                  | País           | Total  | Programa corto | Programa corto | Programa libre | Programa libre |
| ------------- | --------------------------------------- | -------------- | ------ | -------------- | -------------- | -------------- | -------------- |
| 1             | Pang Qing / Tong Jian                   | China          | 177,50 | 1              | 60,62          | 1              | 116,88         |
| 2             | Sui Wenjing / Han Cong                  | China          | 171,47 | 2              | 59,58          | 2              | 111,89         |
| 3             | Caitlin Yankowskas / John Coughlin      | Estados Unidos | 166,72 | 3              | 57,86          | 3              | 108,86         |
| 4             | Lubov Iliushechkina / Nodari Maisuradze | Rusia          | 162,09 | 4              | 55,85          | 4              | 106,24         |
| 5             | Amanda Evora / Mark Ladwig              | Estados Unidos | 151,66 | 5              | 51,46          | 5              | 100,20         |
| 6             | Nicole Della Monica / Yannick Kocon     | Italia         | 145,21 | 6              | 49,81          | 6              | 95,40          |
| 7             | Dong Huibo / Wu Yiming                  | China          | 123,93 | 7              | 46,05          | 7              | 77,88          |
| 8             | Kaleigh Hole / Adam Johnson             | Canadá         | 115,15 | 8              | 43,02          | 8              | 72,13          |

### Danza sobre hielo
| Clasificación | Nombre                               | País           | Total  | Danza corta | Danza corta | Danza libre | Danza libre |
| ------------- | ------------------------------------ | -------------- | ------ | ----------- | ----------- | ----------- | ----------- |
| 1             | Nathalie Péchalat / Fabian Bourzat   | Francia        | 159,59 | 1           | 64,12       | 1           | 95,47       |
| 2             | Yekaterina Bobrova / Dmitri Soloviov | Rusia          | 145,39 | 3           | 55,85       | 2           | 89,54       |
| 3             | Federica Faiella / Massimo Scali     | Italia         | 139,52 | 2           | 57,21       | 3           | 82,31       |
| 4             | Nóra Hoffmann / Maxim Zavozin        | Hungría        | 130,82 | 4           | 52,69       | 4           | 78,13       |
| 5             | Huang Xintong / Zheng Xun            | China          | 124,60 | 5           | 49,70       | 6           | 74,90       |
| 6             | Madison Hubbell / Keiffer Hubbell    | Estados Unidos | 120,95 | 8           | 44,47       | 5           | 76,48       |
| 7             | Kharis Ralph / Asher Hill            | Canadá         | 119,51 | 6           | 48,10       | 7           | 71,41       |
| 8             | Yu Xiaoyang / Wang Chen              | China          | 114,46 | 7           | 45,33       | 8           | 69,13       |
| 9             | Guan Xueting / Wang Meng             | China          | 105,91 | 9           | 40,19       | 9           | 65,72       |
| 10            | Isabella Cannuscio / Ian Lorello     | Estados Unidos | 101,83 | 10          | 38,34       | 10          | 63,49       |